# Увда (аэропорт)
Международный аэропорт Увда́ (иногда «Овда»; ивр. נמל התעופה עובדה‎; ИАТА: VDA, ИКАО: LLOV) — второй после аэропорта Бен-Гурион международный аэропорт в Израиле, расположенный в 60 км к северу от самого южного израильского города Эйлата. Аэропорт Увда был построен как военный аэропорт в 1980 году, после того, как государство Израиль в рамках Кэмп-Дэвидских соглашений возвратило Египту Синайский полуостров, захваченный у египтян во время Шестидневной войны, и ВВС Армии обороны Израиля остро нуждались в новых военных аэродромах, взамен доставшихся Египту.
Назван «Увда» в честь операции «Увда», последней военной операции арабо-израильской войны 1947—1949 годов, в ходе которой армией Израиля был установлен контроль над территорией Эйлата и современных южных районов Израиля.
Аэропорт Увда также обслуживал коммерческие рейсы. В частности, там садились большие самолёты, которые аэропорт Эйлат не мог принять из-за слишком короткой (1900 м) ВПП.
Аэропорт прекратил функционировать 31 марта 2019 года, и его заменил Международный Аэропорт им. Илана и Асафа Рамонов.

## История

### Военная база
Первоначально аэропорт Увда был построен США в качестве авиабазы для Военно-воздушных сил Израиля на замену для авиабазы Эцион на Синайском полуострове, одной из трёх авиабаз, которые должны были перейти к Египту в рамках Кемп-Девидских соглашений.

### Современная история
Аэропорт открылся в 1981 году, а с 1982 года его оператором стало Управление аэропортов Израиля. В этом же году в аэропорту был возведён пассажирский терминал, когда аэропорт начал обслуживать прямые чартерные рейсы из Европы.